# Рихард Жигмонди
Рихард Жигмонди (Беч, 1. април 1865 — Гетинген, 23. септембар 1929) био је немачки хемичар. Проучавао је колоиде и пронашао ултра-микроскоп (1903). Нобелову награду за хемију је добио 1925. године.